# Nařízení Brusel I
Nařízení Brusel I je právní akt Evropské unie, který stanovoval mezinárodní příslušnost soudů členských států Evropské unie a upravoval uznání a výkon rozhodnutí soudů jednoho členského státu v jiném členském státě.
Dne 20. prosince 2012 bylo v Úředním věstníku Evropské unie vyhlášeno nařízení Evropského parlamentu a Rady (EU) č. 1215/2012 ze dne 12. prosince 2012, o příslušnosti a uznávání a výkonu soudních rozhodnutí v občanských a obchodních věcech (nařízení Brusel I bis), které zrušilo nařízení (ES) č. 44/2001. Nařízení (EU) č. 1215/2012 se používá od 10. ledna 2015, vyjma článků 75 a 76. S ohledem na skutečnost, že nařízení (EU) č. 1215/2012 je rekodifikací/přepracovaným zněním nařízení (EU) č. 44/2001, je většina původních pravidel nařízení Brusel I nadále platná, srovnávací tabulka je uvedena jako příloha III nového nařízení.

## Systematika nařízení
- Preambule
- Kapitola I: Oblast působnosti (čl. 1)
- Kapitola II: Příslušnost (čl. 2 – 31)
  - Oddíl 1: Obecná ustanovení (čl. 2 – 4)
  - Oddíl 2: Zvláštní příslušnost (čl. 5 – 7)
  - Oddíl 3: Příslušnost ve věcech pojištění (čl. 8 – 14)
  - Oddíl 4: Příslušnost ve věcech spotřebitelských smluv (čl. 15 – 17)
  - Oddíl 5: Příslušnost pro individuální pracovní smlouvy (čl. 18 – 21)
  - Oddíl 6: Výlučná příslušnost (čl. 22)
  - Oddíl 7: Ujednání o příslušnosti (čl. 23 – 24)
  - Oddíl 8: Přezkoumání příslušnosti a přípustnosti (čl. 25 – 26)
  - Oddíl 9: Překážka litispendence a závislá řízení (čl. 27 – 30)
  - Oddíl 10: Předběžná a zajišťovací opatření (čl. 31)
- Kapitola III: Uznávání a výkon (čl. 32 – 56)
  - Oddíl 1: Uznávání (čl. 33 – 37)
  - Oddíl 2: Výkon (čl. 38 – 52)
  - Oddíl 3: Společná ustanovení (čl. 53 – 56)
- Kapitola IV: Veřejné listiny a soudní smíry (čl. 57 – 58)
- Kapitola V: Obecná ustanovení (čl. 59 – 65)
- Kapitola VI: Přechodná ustanovení (čl. 66)
- Kapitola VII: Vztah k jiným nástrojům (čl. 67 – 72)
- Kapitola VIII: Závěrečná ustanovení (čl. 73 – 76)
- Přílohy I až VI

## Závaznost
Nařízení Brusel I bylo závazné od:
- 1. března 2002 pro Belgii, Francii, Itálii, Lucembursko, Německo, Nizozemsko, Irsko, Spojené království, Řecko, Portugalsko, Španělsko, Finsko, Rakousko, Švédsko[1]
- 1. května 2004 pro Česko, Estonsko, Kypr, Litvu, Lotyšsko, Maďarsko, Maltu, Polsko, Slovensko, Slovinsko[1]
- 1. ledna 2007 pro Bulharsko a Rumunsko[1]
- 1. července 2007 pro Dánsko[2]